# Kajtanje na snegu
Zmájarstvo na snégu (angleško snowkiting ali kiteboarding) je zimski vetrni šport, pri katerem se s snežnim zmajem izkorišča vetrno energijo - v bistvu enak princip kot pri zmajarstvu na vodi, le podlaga je drugačna. Za kajtanje na snegu ni nujna ravna površina, lahko se kajta tudi po neravnem terenu. 
Leta 2009 je Christopher Krug dosegel hitrost 118 km/h.